# Prundăraș de sărătură
Prundărașul de sărătură sau prundașul de sărătură (Anarhynchus alexandrinus) este o pasăre migratoare limicolă de talie mică (17 cm), din familia caradriidelor (Charadriidae), ordinul caradriiformelor (Charadriiformes), care cuibărește vara în regiunile de coastă și de stepă într-o zonă largă de la sudul Europei spre Japonia, în Africa de nord, Ecuador, Peru, Chile, sudul Statelor Unite și Caraibe; subspeciile din Europa și Asia iernează în Africa de est, Arabia și India. Are corpul cafeniu deasupra și albicios pe partea ventrală. Pe frunte, obraz și laturile pieptului penajul are pete negre. 
În România este o pasăre clocitoare în special în Dobrogea, în lacuri sărăturoase sau pe nisipurile litoralului, cuibărind în ținuturi rămase uscate după retragerea apelor sau pe nisipurile înierbate; toamna migrează înspre Africa de est, Arabia și India.